# Gente distinta
Gente distinta es el cuarto álbum recopilatorio de la banda española de rock Celtas Cortos.
Formó parte de una serie de disco-libros que la discográfica DRO lanzó al mercado en el 2002 recopilando los grandes éxitos de sus artistas más destacados.

## Lista de canciones
1. El túnel de las Delicias
2. Gente impresentable
3. La senda del tiempo
4. ¿Qué voy a hacer yo?
5. 20 de abril
6. Ya está bien!
7. Cuéntame un cuento
8. El ritmo del mar
9. Tranquilo majete
10. Romance de Rosabella y Domingo.
11. Lluvia en soledad
12. Madera de colleja
13. No nos podrán parar
14. El emigrante
15. Cálida trinchera
16. Haz turismo (en directo)
17. Gente distinta
18. Todo es ponerse
19. Pajarico
20. Hacha de guerra (remix)